# Pablo García (Fußballspieler, 2006)
Pablo García Fernández (* 15. August 2006 in Sevilla) ist ein spanischer Fußballspieler. Aktuell steht der Flügelspieler bei Betis Sevilla unter Vertrag.

## Karriere

### Im Verein
García wurde in der andalusischen Großstadt Sevilla geboren und wuchs dort auch auf. Bereits im Alter von sechs Jahren begann er in der Jugendmannschaft von Betis Sevilla mit dem Fußballspielen. Bei diesem Verein durchlief er auch alle weiteren Nachwuchsmannschaften. Er entwickelte sich zu einem der wichtigsten Jugendspieler seines Jahrgangs. In der A-Jugend konnte er in der Saison 2023/24 insgesamt 43 Tore erzielen und war somit einer der großen Leistungsträger seiner Mannschaft. Ab der Saison 2023/24 kam er außerdem zu Einsätzen in der zweiten Mannschaft, allerdings zunächst nur sporadisch. Zur Saison 2024/25 wurde er fester Bestandteil des Kaders der zweiten Mannschaft in der drittklassigen Primera Federación. Dabei konnte er in 25 Spielen drei Tore erzielen. Außerdem kam er noch in der Nachwuchsmannschaft in der UEFA Youth League zum Einsatz, in der sie jedoch in der Zwischenrunde nach einer 0:1-Niederlage gegen den FC Bayern München ausschieden.
Anfang 2025 wurde García auch erstmals in den Kader der ersten Mannschaft in der erstklassigen Primera División aufgenommen. Daraufhin unterschrieb er im Januar 2025 auch einen Vertrag bis 2029 bei seinem Verein. So gab er am 25. Januar 2025 beim 1:0-Sieg gegen den RCD Mallorca unter Trainer Manuel Pellegrini sein Profidebüt. Insgesamt kam er in der Saison jedoch nur in drei Ligaspielen zum Einsaz, dazu kamen auch zwei Kurzeinsätze in der UEFA Conference League. In diesem Wettbewerb erreichte er mit seiner Mannschaft sogar das Finale, das jedoch mit 1:4 gegen den FC Chelsea verloren wurde.

### In der Nationalmannschaft
Daneben durchlief García mehrere Nachwuchsnationalmannschaften Spaniens. 2021 kam er zu vier Einsätzen für die U-16-Nationalmannschaft, allerdings nur in Freundschaftspielen. Aufgrund seiner guten Leistungen im Nachwuchsfußball bei Betis wurde er im November 2024 erstmals in den Kader der U-19-Nationalmannschaft berufen. Er debütierte direkt beim 3:0-Sieg gegen die Färöer-Inseln am 13. November 2024; Sechs Tage später konnte er beim 1:0-Sieg gegen Österreich auch seinen ersten Treffer in der Nationalmannschaft erzielen. Im Sommer 2025 wurde er in den Kader seiner Mannschaft für die anstehende U-19-Europameisterschaft in Rumänien berufen. Dort war er Stammspieler und kam in allen drei Gruppenspielen zum Einsatz. Beim 6:5-Sieg gegen Deutschland im Halbfinale erzielte García vier der sechs Tore und sicherte seiner Mannschaft somit den Finaleinzug.